# Biz+サンデー
『Biz+サンデー』（ビズプラスサンデー）は、NHK BS1で2013年4月7日から2015年3月8日まで日曜夜に放送されていた経済情報番組である。

## 番組概要
2013年3月まで総合テレビで放送されていた帯番組『Bizプラス』を、BS1に移して週1回に集約した番組である。この番組は「最新の経済の動きをより深く知りたい」という40代・50代のビジネスパーソンやエグゼクティブのニーズに応えるため、国内外の経済の最前線の動きを取材し、グローバルでハイエンドな情報を伝える、生放送の本格的経済番組。
内容としては、グローバルな視点で、一番ホットな経済事象を取り上げて、その本質に迫る、特集コーナーや、経済キャスターが番組独自の切り口でプラスな情報を伝える解説、さらには、経済界のトップリーダーのインタビューに加え、経済部や国際部などのNHKのネットワークを活かしたリポートもある。
2015年3月8日終了。経済番組は土曜日原則22時からの『経済フロントライン』へ移行した。

## 放送時間
- 日曜 22時-22時50分（NHKワールド・プレミアムでもBS1と同時刻でサイマル放送されたが、前時間帯の総合テレビの編成状況次第ではディレイ放送となる場合もあった）

## キャスター

### 2013年度
- 飯田香織（経済部デスク、Bizスポ→Bizプラスにも出演）
- 谷地健吾（NHKアナウンサー）

### 2014年度
- 野口修司（NHK経済部記者・キャスター）
- 若林理紗（フリーアナウンサー/キャスター）

## パイロット版
この番組のパイロット版が2013年2月24日20時-20時50分に放送され、これから1週間の経済の動きを伝える「ニュース先読み」や「特集」のコーナーが放送された。